# Максальське газоконденсатне родовище
Максальське газоконденсатне родовище — належить до Рябухинсько-Північно-Голубівського газоносного району Східного нафтогазоносного регіону України.

## Опис
Розташоване в Харківській області на відстані 25 км від смт Шевченкове.
Знаходиться в південно-східній частині півн. прибортової зони Дніпровсько-Донецької западини.
Структура виявлена в 1963 р. Відклади московського ярусу залягають у вигляді структурного носа півд. простягання, ускладненого системою діагональних скидів амплітудою 50-150 м. Перший промисл. приплив газоконденсатної суміші отримано з відкладів серпуховського ярусу з інт. 3439-3443 м у 1991 р.
Поклади пластові, тектонічно екрановані та літологічно обмежені. Колектори — пісковики. Режим покладів газовий.
Експлуатується з 1994 р. Запаси початкові видобувні категорій А+В+С1: газу — 1070 млн. м³; конденсату — 39 тис. т.